# On the Turning Away
On the Turning Away ist ein Stück der britischen Rockband Pink Floyd, das auf dem Album A Momentary Lapse of Reason aus dem Jahr 1987 veröffentlicht wurde.

## Text und Musik
Der Song, eine Ballade, setzt sich mit Fragen von Armut und Unterdrückung auseinander und beklagt die Tendenz der Menschen, sich von denen, die unter solchen Bedingungen leiden, abzuwenden. Das Stück endet mit der Frage “Is it only a dream that there’ll be no more turning away?” auf einer bestimmten Note, gefolgt von einem Gitarrensolo David Gilmours.

## Veröffentlichung
On the Turning Away wurde als zweite Single zum Album A Momentary Lapse of Reason im Dezember 1987 veröffentlicht.
Das Stück wurde häufig auf der Pink Floyd World Tour zwischen 1987 und 1989 gespielt, und die Band führte den Song auch auf der Tour zum Album The Division Bell im Jahr 1994 auf. On the Turning Away wurde einmalig auch auf David Gilmours On an Island Tour 2006 gespielt. Live-Aufnahmen des Stückes finden sich auf den Alben Delicate Sound of Thunder (1988) und Live in Gdansk (2008).

## Musikvideo
Der Musikvideo für das Stück zeigt Aufnahmen aus dem Live-Konzert im The Omni in Atlanta, Georgia im November 1987. Regie führte Lawrence Jordan, der auch Regisseur bei Konzertfilmen von Rush, Mariah Carey und Billy Joel war. Das Filmmaterial aus diesem Konzert wurde auch für die Videos von The Dogs of War und One Slip aus demselben Album genutzt.

## Besetzung
Pink Floyd
- David Gilmour – Gitarre, Gesang
- Nick Mason – Schlagzeug
- Richard Wright – Keyboard

Zusätzliche Musiker
- Jon Carin – Keyboard
- Jim Keltner – Schlagzeug
- Tony Levin – Bass